# (2116) Mtskheta
(2116) Mtskheta (1976 UM) – planetoida z pasa głównego asteroid okrążająca Słońce w ciągu 4,17 lat w średniej odległości 2,59 au. Odkryta 24 października 1976 roku.